# Henri Palix
Henri Palix est un homme politique français né le 14 novembre 1864 à Saint-Julien-en-Saint-Alban (Ardèche) et décédé dans la même commune le 24 mai 1936.

## Biographie
Avocat à la cour d'Appel de Lyon, il est membre du Parti ouvrier français. Il est élu député du Rhône en 1898, dans la deuxième circonscription de Villefranche-sur-Saône. Siégeant au groupe des socialistes parlementaires, il soutient, en 1899, la participation ministérielle d'Alexandre Millerand et il est exclu du POF en février 1900,. Battu aux élections de 1902, il n'adhère pas à l'unité socialiste en 1905.

## Source
- « Henri Palix », dans le Dictionnaire des parlementaires français (1889-1940), sous la direction de Jean Jolly, PUF, 1960 [détail de l’édition]